# Альтруппін

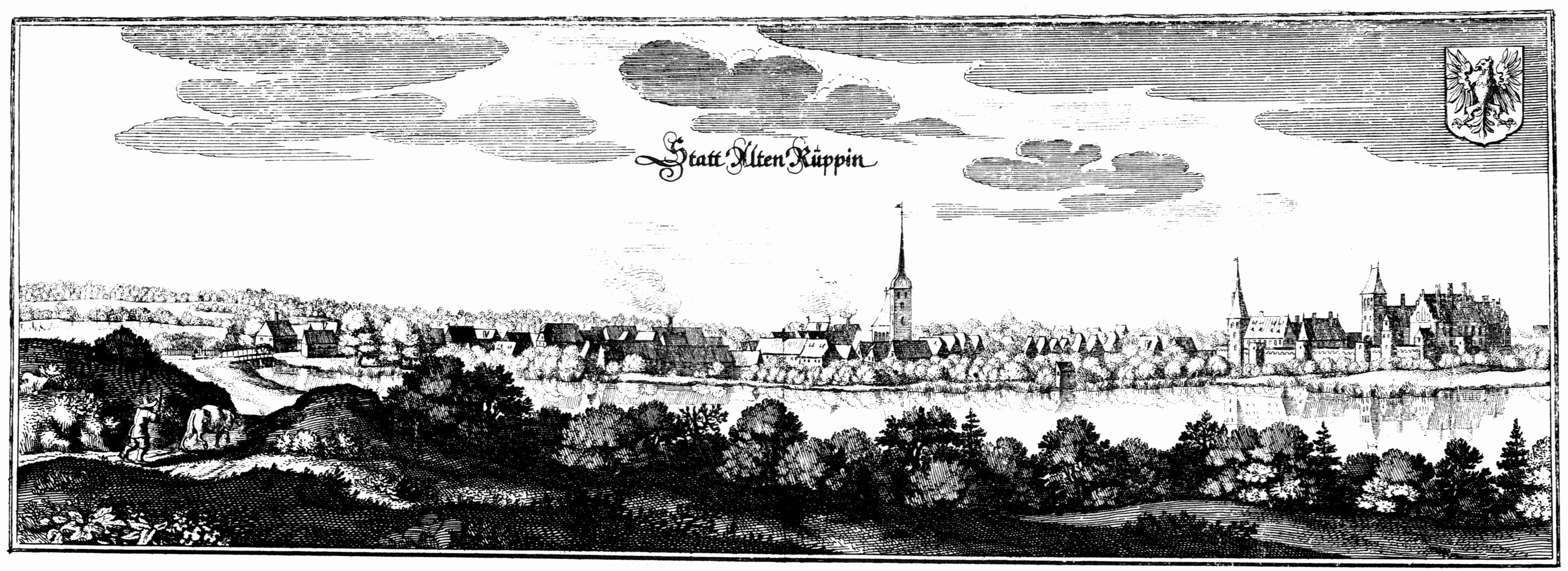
Альтруппін у 1650 р.

Альтруппін або Альт Руппін (нім. Alt Ruppin) — містечко біля Нойруппіна. З 1993 р. — східна його частина. Знаходиться у федеральній землі Бранденбург (Німеччина). Перша згадка про місто датується 1237 роком. Статус міста отримав Альтруппін 1840 року. З 6 січня 1994 року Альруппін є частиною Нойруппіна
У Альтруппіні мешкає близько 2800 осіб, його площа — 25,7 км².

## Історія
Початково Руппін був слов'янським укріпленням.
У період з 1230 по 1250 роки на північному сході поселення був заснований монастир. На початку XIII століття на південному заході від укріплення виникла церква святого Миколая. 
1246 року на цьому місці виникає інший монастир ордену проповідників. На той час Руппін був центром графства.